# マリア・カポビージャ
マリア・エステル・エレディア・レカロ・デ・カポビージャ（María Esther Heredia Lecaro de Capovilla、1889年9月14日 - 2006年8月27日）は、エクアドルのグアヤキルに住んでいた長寿世界一だった女性。2021年10月4日までは南アメリカ史上最高齢の人物であり、2015年2月16日に大川ミサヲに追い抜かれるまでは3世紀を生きた人物の中では最高齢の人物でもあった。死亡時にはジャンヌ・カルマン、サラ・ナウス、マリー・メイユールに次ぐ世界歴代4番目の長寿者であった。

## 略歴
1889年にグアヤキルの裕福な家族のもとに生まれ、1917年にオーストリア＝ハンガリー帝国の船乗りアントニオ・カポビージャと結婚し子供を5人もうけるが、夫のアントニオは1949年に死去。5人の子のうち、2006年の時点で生存していたのは3人だけであった。また、孫が12人、曾孫が20人、玄孫が2人いた。
最晩年まで元気な生活を送り、新聞を読んだり、テレビを観たり、杖を使わずに歩いたりしていたという。好物はロバのミルクであったという。2004年5月29日に世界最高齢になり、2005年12月9日以降は世界最高齢の人物としてギネス世界記録に認定されていたが、2006年8月27日に肺炎のため116歳347日で死去。117歳の誕生日のわずか18日前であった。
なお、エクアドル人としては長寿世界一になった唯一の人物である。また、1880年代生まれの最後の生き残りであった。